# Le Seigneur des crocodiles
Le Seigneur des crocodiles est le 16e album de la série de bande dessinée Papyrus de Lucien De Gieter. L'ouvrage est publié en 1993.

## Synopsis
Capturés par les nomades Libyens pour être vendus comme esclaves, Papyrus et Théti-Chéri s’échappent dans le désert où ils rencontrent un mage aveugle qui demande à Papyrus de lui prêter ses yeux.